# Landskommun

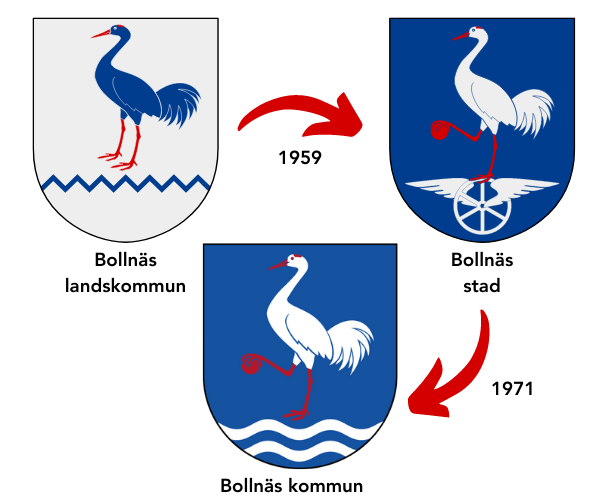
Bollnäs landskommun bildades 1863, och uppgick 1959 i Bollnäs stad. Från 1971 infördes enhetskommuner i Sverige, och Bollnäs stad bytte namn till Bollnäs kommun. Bilden visar hur kommunvapnet förändrades under perioden.

Landskommun är en primärkommun eller annan kommunal indelning av ett landsbygds- eller glesbygdsområde. Landskommuner kan ha samma eller avvikande kompetens, styresformer och beskattningsrätt som andra administrativa enheter i landet. I vissa fall består skillnaden enbart i benämningen, och bibehålls av historiska skäl. I Sverige och Finland skilde man fram till 1970-talet på landskommuner, köping, municipalsamhälle och stad. 
I Europa har indelningen i landskommuner i flera fall utvecklats ur den kristna kyrkans församlingsindelning. Två tydliga exempel är den första kommunindelningen i Sverige respektive Finland. 

## Sverige
När de svenska förordningarna om kommunalstyrelse trädde i kraft den 1 januari 1863 omvandlades de gamla kyrkliga socknarna och Sverige delades in i närmare 2 500 kommuner. Av dessa var 88 städer och åtta köpingar. Övriga cirka 2 400 var landskommuner. Nästan alla socknar blev landskommuner, utom de som ansågs alltför befolkningsmässigt små för att klara sig på egen hand.
Genom förordningarna renodlades (delades) den kommunala förvaltningen och det var här begreppet kommun infördes. Kyrkliga ärenden skulle handläggas inom den kyrkliga kommunen och övriga ärenden inom den borgerliga kommunen. Varje församling (stadsförsamling respektive socken) utgjorde en kyrklig kommun. Varje stad, varje köping och varje församling (socken) på landsbygden utgjorde en borgerlig kommun. Normalt användes kortformen kommun i dessa kommuners namn, utom när det fanns flera kommuner av olika typ men med samma namn (landskommun, ordet känt sedan 1840), köpingskommun, känt från 1893, eller stadskommun, känt från 1839). Detta kan dock leda till vissa missförstånd idag då städer och köpingar också var kommuner.
Antalet landskommuner förändrades inte nämnvärt under de följande 90 åren. Några blev köpingar, som sedan i vissa fall blev städer. Några delades och ett mindre antal inkorporerades med grannkommuner. 
Vid kommunreformen 1952 reducerades antalet landskommuner till 816. När begreppet landskommun avskaffades den 31 december 1970 och enhetlig kommuntyp infördes blev antalet kommuner 278. Sedan dess har antalet kommuner växt till 290.

## Finland
Fram till 1976 var Finlands kommuner indelade i städer, köpingar och landskommuner. Landskommunerna bildades 1865 ur de kyrkliga socknarna. De hade rätt att ta ut skatt och kunde frivilligt välja ett kommunfullmäktige.
År 1977 blev Finlands alla köpingar städer och ordet landskommun blev inofficiellt. Några av Finlands kommuner fortsatte att använda ordet landskommun (på finska maalaiskunta) i sina namn, till exempel Raumo landskommun (på finska Rauman maalaiskunta) och Rovaniemi landskommun (på finska Rovaniemen maalaiskunta). Den sista kommunen som använde termen var Jyväskylä landskommun (på finska Jyväskylän maalaiskunta).
Det har funnits två kommuner som använde begreppet landskommun i sitt finska men inte sitt svenska namn: Helsinge kommun (nuvarande Vanda) hette Helsingin maalaiskunta på finska upp till 1972, och Pedersöre kommun hette Pietarsaaren maalaiskunta upp till 1989.
I Finland förkortas landskommun lk.

## Estland
Estlands kommuner kan vara städer eller landskommuner. Skillnaden mellan de båda typerna är i huvudsak antalet invånare; den kommunala kompetensen är den samma för båda kommuntyperna. Under 2000-talet har Estlands administrativa indelning genomgått omfattande förändringar, främst genom sammanslagningar av små kommuner med få invånare. Efter 2017 års stora kommunreform finns totalt 79 kommuner i Estland, varav 64 är landskommuner. Det innebär en minskning med mer än 170 landskommuner sedan 1996.

## Lettland
Under 2000-talet har Lettlands administrativa indelning genomgått omfattande förändringar. Fram till 2009 var landskommun eller socken en av de grundläggande administrativa indelningarna i Lettland, tillsammans med nationalstäder (lettiska: valstspilsētā), städer (lettiska: pilsēta), kommuner (lettiska: novadi) och landsbygdsområden (lettiska: lauku teritorija). Genom sammanslagning eller ombildning reducerades distriktsindelningen från 475 landskommuner till 110 kommuner (lettiska: novadi). Sedan dess används begreppet landskommun eller församling inte längre i den administrativa indelningen av landet.